# دبليو دبليو إف أتيتيود
دبليو دبليو إف أتيتيود هي لعبة فيديو من تطوير شركة سكيلبتيرد سوفت وير ونشرتها شركة أكليم إنترتينمينت وتم إصدارها في أمريكا الشمالية في عام 1999.